# Fairey Fawn
Die Fairey Fawn war ein zweisitziger leichter Doppeldecker, der im britischen Dienst als Tagbomber verwendet wurde. Der Erstflug des Flugzeuges war 1923. 1924 stellten die No. 11, No. 12 und No. 100 Squadron der Royal Air Force (RAF) von der D.H.9A auf die Fairey Fawn um. Des Weiteren wurde sie bei zwei neuen Bombereinheiten, der No. 503 und der 603 Squadron eingesetzt.
Die Fawn war ursprünglich als Aufklärer gedacht. Nach dem Umbau des Experimental-Amphibienflugzeugs Fairey Pintail und Konstruktion der Prototypen MK I und MK II mit längerem Rumpf zur Verbesserung der Längsstabilität, erwies sie sich geeigneter als Bomber. 1923 startet der erste Auftrag über 48 Maschinen, darauf folgte eine Anschlussserie Fawn MK III mit 20 Flugzeugen.

## Technische Daten

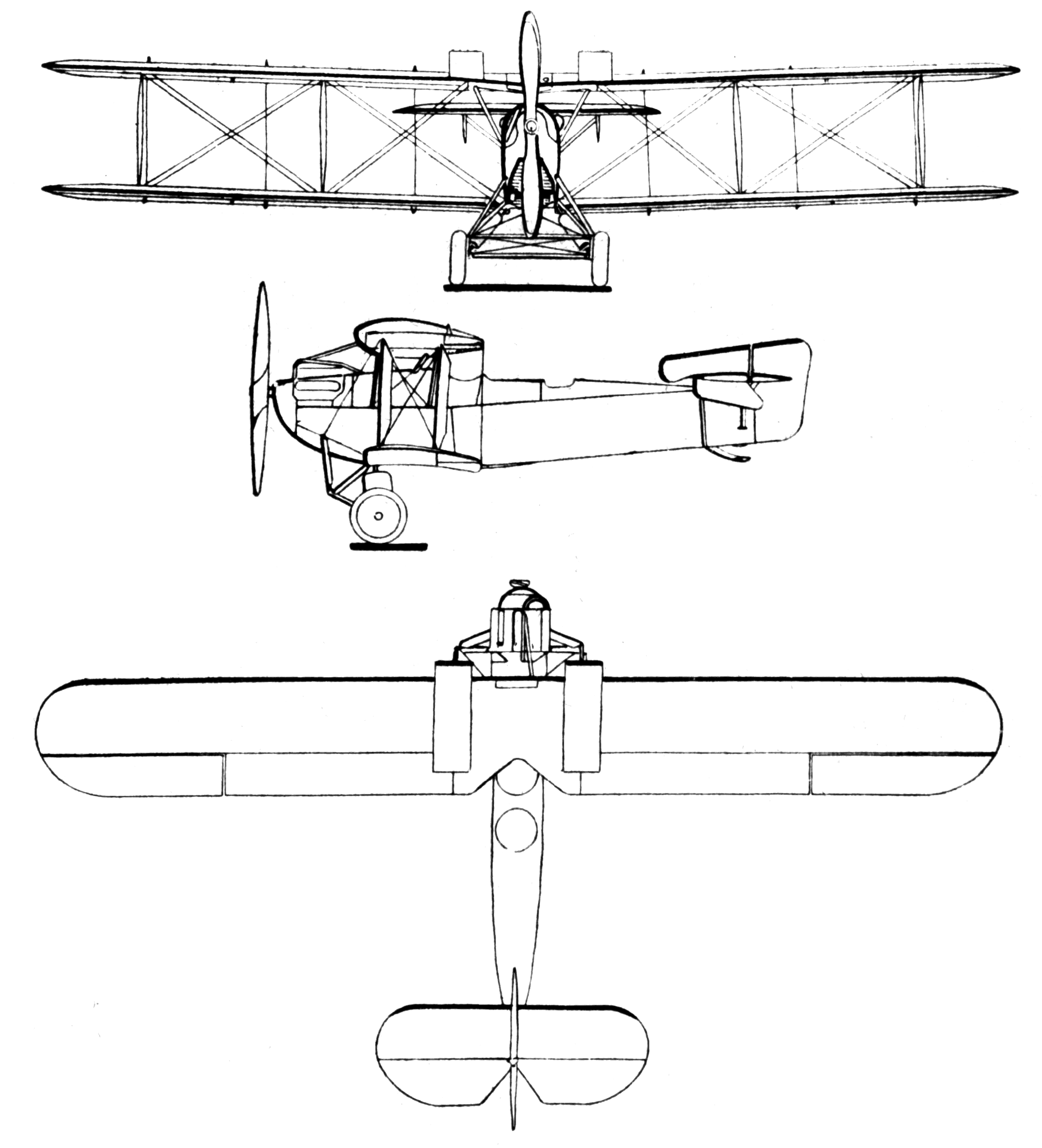
Dreiseitenansicht

| Kenngröße             | Daten                                              |
| --------------------- | -------------------------------------------------- |
| Besatzung             | 2                                                  |
| Länge                 | 9,78 m                                             |
| Spannweite            | 15,21 m                                            |
| Höhe                  | 3,63 m                                             |
| Flügelfläche          | 51,1 m²                                            |
| Flügelstreckung       |                                                    |
| Leermasse             | 1582 kg                                            |
| Startmasse            | 2646 kg                                            |
| Höchstgeschwindigkeit | 183 km/h in Meereshöhe                             |
| Steigrate             | 5000 ft (1520 m) in 6:30 min                       |
| Dienstgipfelhöhe      | 4220 m                                             |
| Reichweite            | 1045 km                                            |
| Triebwerke            | ein Napier-Lion-II-Kolbenmotor mit 350 kW (476 PS) |
| Bewaffnung            | zwei 7,7-mm-MG, bis zu 209 kg Bomben als Außenlast |